# カツキ
カツキホールディングス株式会社は北海道札幌市中央区に本社を置く企業である。
2012年1月1日付で、勝木石油株式会社（かつきせきゆ）を存続会社として子会社であった旧・株式会社カツキと合併。新生株式会社カツキに変わった。2020年に北海道エネルギーホールディングス株式会社、2024年4月1日より現社名。
旧勝木石油はガソリンや灯油をはじめとする石油製品を主力とする新日本石油（旧・日本石油、現・ENEOS）系列のエネルギー販売会社であり、北海道の道央を中心に約80か所のガソリンスタンドを展開していた。
2008年1月より太平洋石油販売（現・ENEOSフロンティア）との合弁で設立した北海道エネルギーに事業を移管しており、現在は新会社へ旧勝木石油の資産を賃貸する会社として存続している。また、TSUTAYA2店舗の経営にも関わっている。

## 沿革

### 勝木石油株式会社
- 1930年（昭和5年） - 空知郡奈井江村（現・奈井江町）にて創業。
- 1936年（昭和11年） - 札幌市時計台前に移転。
- 1952年（昭和27年） - 株式会社に改組。
- 1992年（平成4年） - ダイワ石油と合併。
- 1996年（平成8年） -  サッソン石油と合併
- 1999年（平成11年）- 本社を北区北10条に移転。
- 2004年（平成16年） - 勝木エネルギーと合併
- 2008年（平成20年）1月1日 − 太平洋石油販売との合弁で、北海道エネルギー株式会社を設立、勝木・太平洋（北海道地区）両社の石油事業を新会社に移管。
- 2009年（平成21年）9月1日 - 本社を現在地に移転。

### 旧・株式会社カツキ
- 1989年（昭和64年） - 株式会社カツキ設立。
- 2004年（平成16年） - 勝木商事株式会社（旧・株式会社阿保石油）と合併。
- 2008年（平成20年） - 車検事業、流通品事業、保険事業を北海道エネルギー株式会社に譲渡。
- 2011年（平成23年） - 運送事業を北海道エネライン株式会社に譲渡。

### 新生・株式会社カツキ
- 2012年（平成24年）1月1日 -  勝木石油株式会社が旧・株式会社カツキを吸収合併。新生・株式会社カツキに商号変更。

### 北海道エネルギーホールディングス株式会社
- 2020年（令和2年）4月1日 - 株式会社勝木スクエア（旧生々商事株式会社）と合併。北海道エネルギーホールディングス株式会社に商号変更。

### カツキホールディングス株式会社
- 2024年（令和6年）4月1日 - カツキホールディングス株式会社に商号変更。

## 関係会社
- 北海道エネルギー株式会社
- 北海道エネライン株式会社
- 北海道スクエア株式会社
- 北海道クリエイティブ株式会社
- 北海道モビリティスクール株式会社
- 北海道クレステージ株式会社

## その他
- かつてCMがSTVラジオで流れていた（「牧泰昌の夕やけジャーナル」内、現在は北海道エネルギーが提供）。CMソングは「♪いらっしゃいませ～、勝木石油」である。